# Philipp von Spiegel zum Desenberg

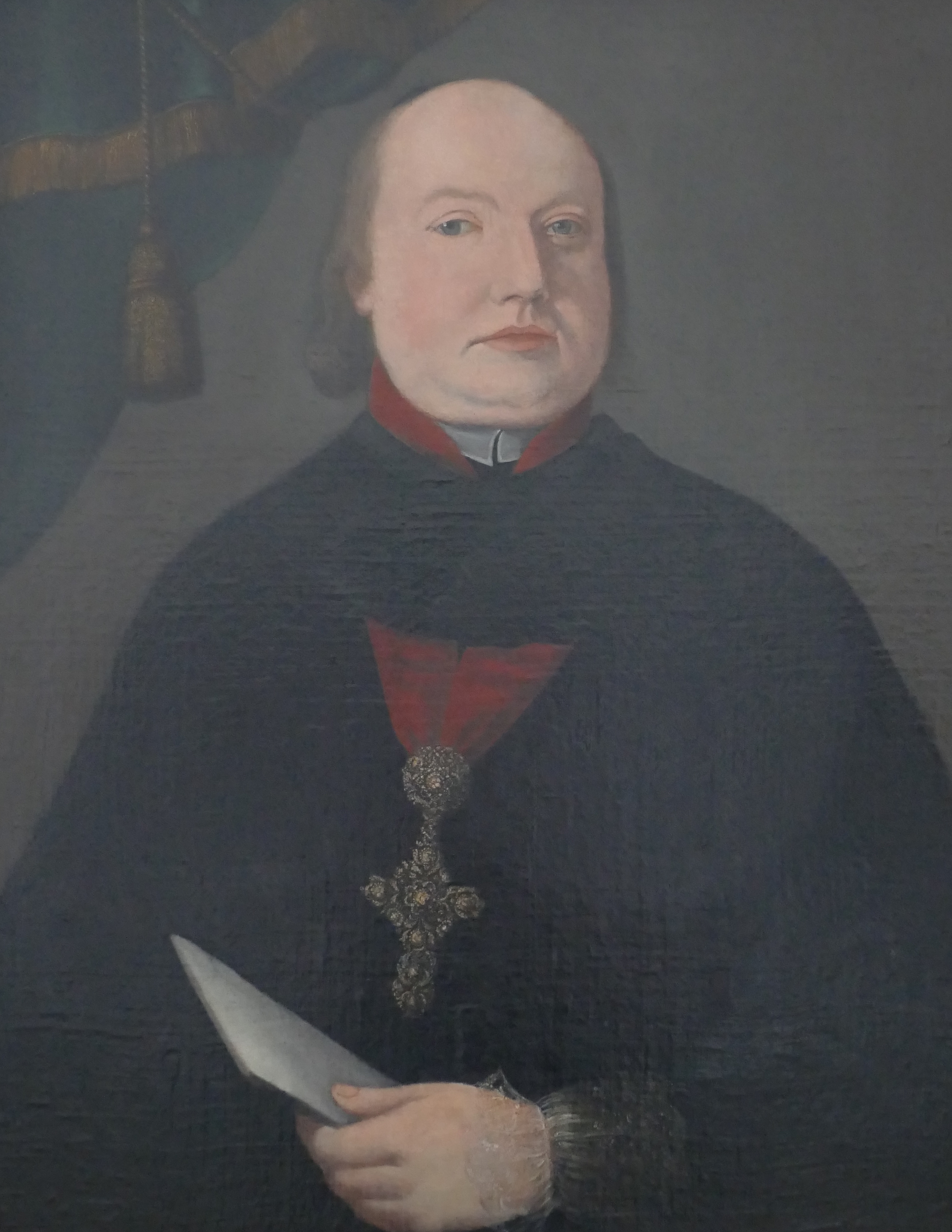
Philipp von Spiegel zum Desenberg

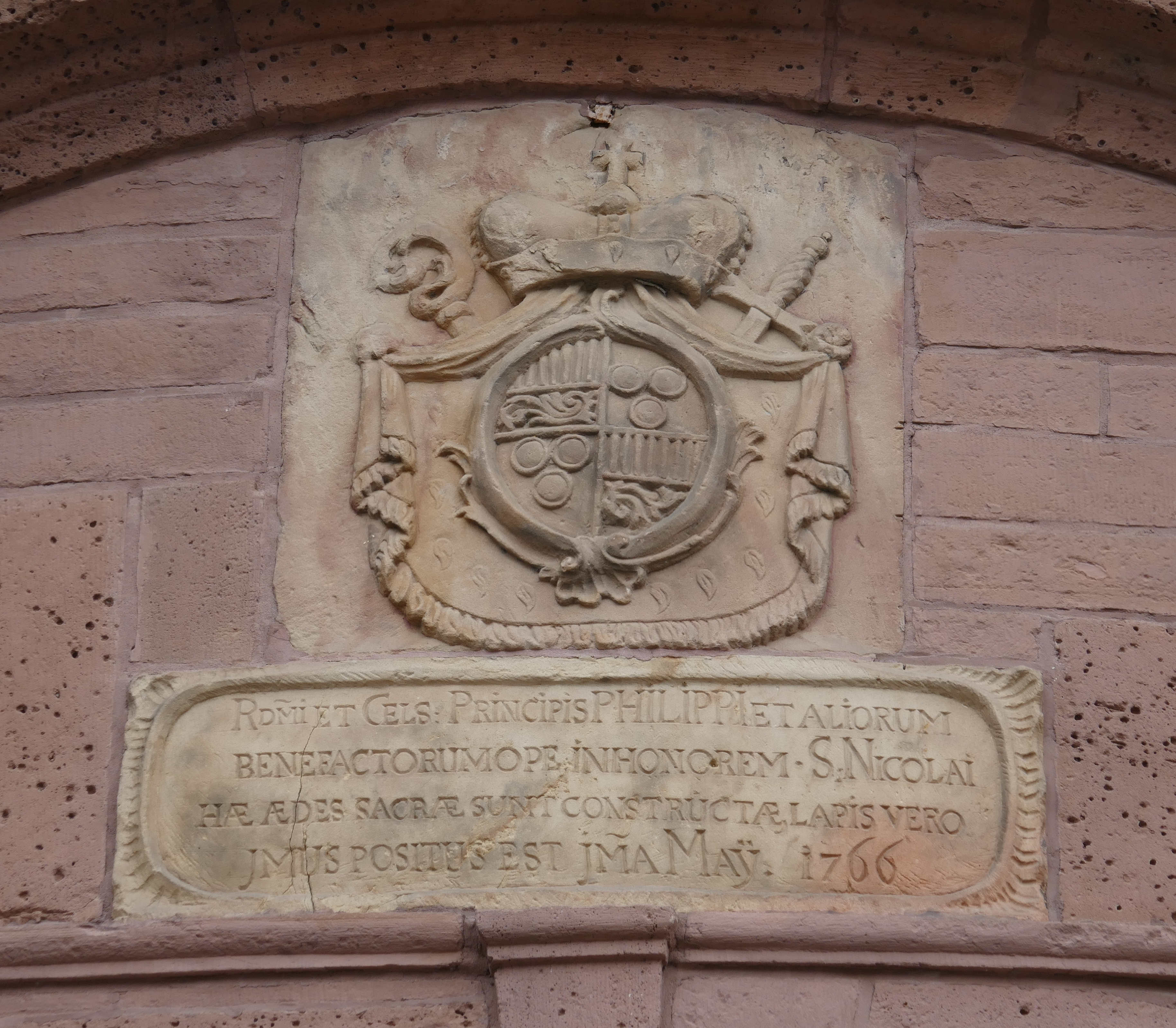
Wappen des Fürstabts Philipp von Spiegel zum Desenberg an der Nikolaikirche Höxter

Philipp von Spiegel zum Desenberg (* 21. August 1715; † 28. Mai 1776) war Benediktinermönch und 1758–1777 Fürstabt von Corvey. Er entstammt dem westfälischen Adelsgeschlecht der Spiegel zum Desenberg.

## Leben
Philipp von Spiegel zum Desenberg wurde am 6. März 1758 zum Fürstabt gewählt, die päpstliche Bestätigung durch Clemens XIII. erfolgte am 11. September 1758. Der Beginn seines Abbatiats fiel damit in die für Corvey schwierige Zeit des Siebenjährigen Kriegs, in der das stiftische Territorium vielfach von Truppendurchzügen und Einquartierungen stark betroffen wurde. Gleichzeitig setzte sich der Jurisdiktionsstreit mit dem Fürstbistum Paderborn fort.
Die Porzellanmanufaktur Fürstenberg fertigte im Jahr seines Amtsantritts eine Portraitbüste von ihm an. In Höxter ließ Abt Philipp anstelle der an der Stadtmauer gelegenen mittelalterlichen Nikolaikirche ab 1766 einen barocken Kirchenneubau errichten, dessen Weihe 1771 von ihm vollzogen wurde.
Fürstabt Philipp starb 61-jährig am 28. Mai 1776, sein Nachfolger wurde Johann Karl Theodor von Brabeck, auf dessen Initiative hin das Stift Corvey in ein Fürstbistum umgewandelt wurde.